# Шенджий (станция)
Шенджий — железнодорожная станция Краснодарского региона Северо-Кавказской железной дороги. Расположена к юго-западу от аула Шенджий, в Тахтамукайском районе Республики Адыгея, на линии Кривенковская — Энем I.

## Сообщение по станции
По состоянию на август 2018 года по станции курсируют следующие поезда пригородного сообщения:
| Пригородное | Пригородное                | Пригородное | Пригородное                |
| № поезда    | Маршрут движения           | № поезда    | Маршрут движения           |
| ----------- | -------------------------- | ----------- | -------------------------- |
| 6716        | Горячий Ключ — Краснодар I | 6715        | Краснодар I — Горячий Ключ |
| 6718        | Горячий Ключ — Краснодар I | 6717        | Краснодар I — Горячий Ключ |
| 6720        | Горячий Ключ — Краснодар I | 6719        | Краснодар I — Горячий Ключ |